# (12199) Sohlman
(12199) Sohlman est un astéroïde de la ceinture principale.

## Description
(12199) Sohlman est un astéroïde de la ceinture principale. Il fut découvert le 8 octobre 1980 à Naoutchnyï par Lioudmila Jouravliova. Il présente une orbite caractérisée par un demi-grand axe de 2,42 UA, une excentricité de 0,11 et une inclinaison de 6,5° par rapport à l'écliptique.

## Compléments